# Amomum mengtzense
Amomum mengtzense är en enhjärtbladig växtart som beskrevs av Hse Tao Tsai och P.S.Chen. Amomum mengtzense ingår i släktet Amomum och familjen Zingiberaceae. Inga underarter finns listade i Catalogue of Life.